# 巴拿馬獨立

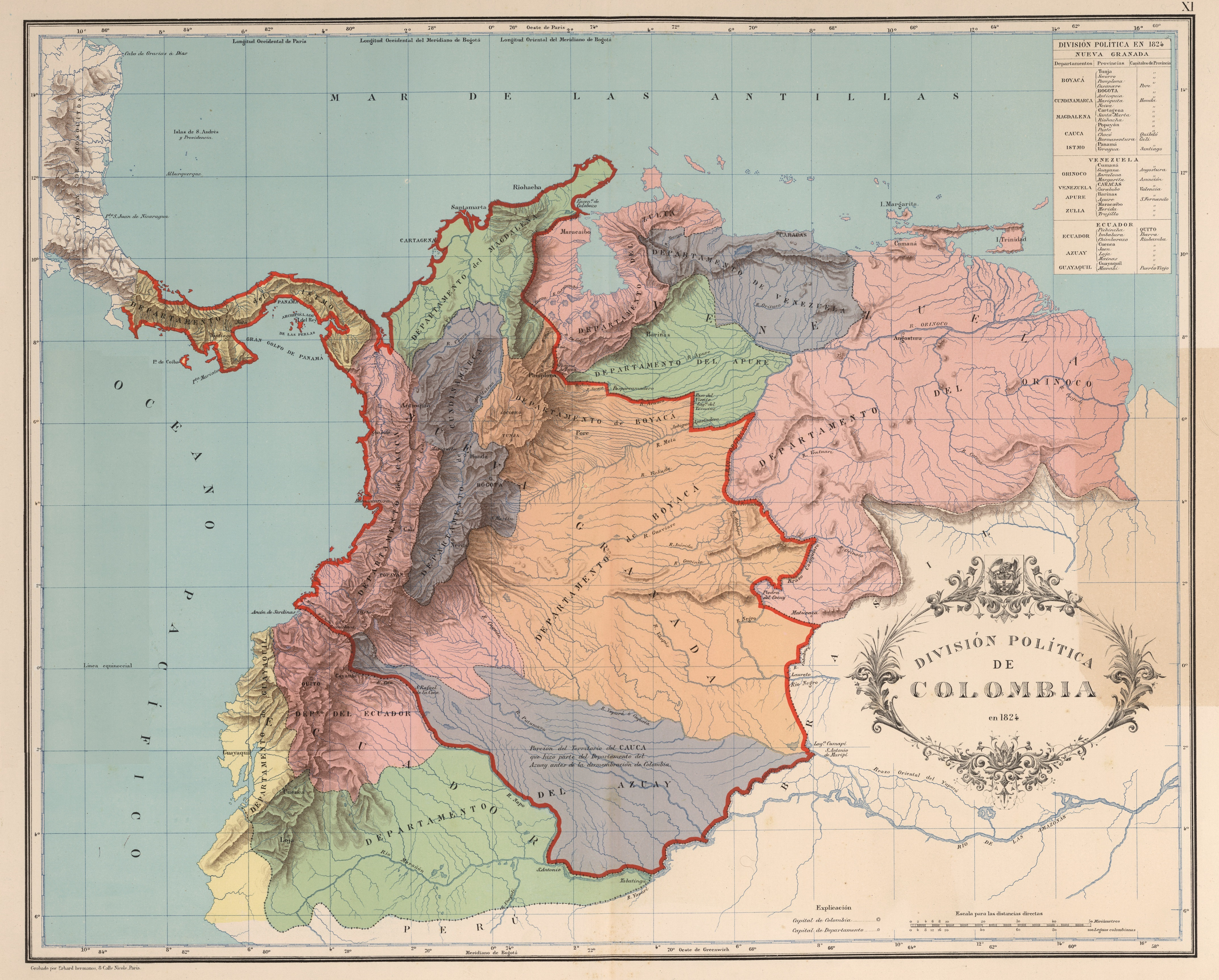
该地图显示了大哥伦比亚从1824年（包括委内瑞拉和厄瓜多尔在内的彩色区域）到1890年（红色线）與昆迪纳马卡地区，領土正在喪失。中美洲地峡的黄色区域是巴拿马，于1903年脱离哥伦比亚。

巴拿马脫離哥倫比亞獨立於1903年11月3日正式落實，巴拿马共和国成立。巴拿馬於1821年脫離西班牙之後，就透过《巴拿马独立法案》併入了大哥伦比亚联邦。由于巴拿马远离波哥大政府，而且与大哥伦比亚其他地区之间没有实际的陆路交通，因此巴拿马與该国南部其他地区的联系一直很脆弱。 1840-41年，托马斯·德·埃雷拉建立了一个短暂的独立共和国。僅獨立13個月就併入哥倫比亞的巴拿馬，一直是經常發生叛亂的省份，特别是1885年的巴拿马危机，還引來了美國海軍干预。 
建造巴拿马运河的先行者是法國。法國与哥伦比亚达成条约，在地峡開鑿海平面运河；然而，法國超支以及巴拿馬運河貪污醜聞导致运河項目被擱置了十年。随后几年，地方分裂主义者藉千日戰爭的政治动荡鼓动政治脱离哥伦比亚，建立一个独立的共和国。当美国寻求接管运河项目时，引证了难以与哥伦比亚政府合作。於是在法国金融家菲利普·比诺-瓦里亚協助下，巴拿马宣布自哥伦比亚独立，同时與美國締約授权美方修建运河。 
美国是第一个承认這個新生共和国独立的国家，并派遣美国海军阻止哥伦比亚在新共和国成立之初夺回當地。美国获得运河周邊土地（即巴拿馬運河區）的永久租赁权，一來是感謝它保護共和國的角色，二來是建造運河的需要。后来運河區根据《巴拿馬運河條約》的条款回归巴拿马 。 
在美国之后，许多其他国家迅速承认了共和国的独立，尽管哥伦比亚拒绝这样做，直至1909年巴拿马交付50万美元偿还其在独立时所欠哥國债务的份额。

## 序幕
1821年11月28日脱离西班牙独立后，巴拿马成为大哥倫比亞共和國的一部分。该共和国包括今天的哥伦比亚、委內瑞拉、巴拿马和厄瓜多尔大部分地区。 
脫離西班牙后，联邦派和集權派之间的政治斗争导致巴拿马的行政和司法管辖区地位发生变化。在中央集權之下，巴拿马成为了地峡省，而在联邦制期间，它又成为了巴拿马州。 

## 1885年危机
1846年哥伦比亚和美国之间签订的《马利亚里诺－比德莱克条约》 保证美国在巴拿马問題保持“中立”，才擁有哥伦比亚地峡省的穿越权。1885年3月，哥伦比亚派出原本驻扎在巴拿马的部队与其他省份的叛军作战，缩减了在巴拿马的军事防卫。这些有利条件使巴拿马发生叛乱。縱使1846年在条约許下了承诺，美國依然违背条约派出了海軍入侵。 
1885年，美国占领了巴拿马科隆市，因此当时拥有美洲最强大舰队的智利派遣了埃斯梅拉达巡洋舰占领巴拿馬城。埃斯梅拉达號的船长奉命停止美国以任何方式達到吞并巴拿马的最终目標。

## 千日战争
千日戰爭（1899年至1902年）是19世纪自由党和保守党之间的众多武装斗争之一，重創了哥伦比亚，包括巴拿马在内。这場新的内战以《威斯康星条约》的签署作結。不過，自由党领袖维多利亚诺·洛伦索拒绝接受该协议的条款，并于1903年5月15日被處決。 
1903年7月25日，巴拿马报纸El Lápiz的总部遭到巴拿马军事指挥官，时任哥伦比亚战争部长的弟弟何塞·巴斯克斯·科博将军下令袭击，以报复他們就巴拿马的处决和抗议发表詳盡叙述。此事讓巴拿马自由主义者对波哥大保守党政府失去信任，使他们后来加入了分離主义运动。
1903年，美国和哥伦比亚签署了《海-埃兰条约》，确定建设巴拿马运河的定案，但是因為哥伦比亚国民议会在1903年8月12日否決了（由哥伦比亚政府提出的版本）而不能成事。於是，美国轉而支持巴拿马的分离主义运动，奪取法国嘗試修建不果的运河的控制。

## 分離獨立
巴拿马政客何塞·多明戈·德·奥瓦尔迪亚獲选續任巴拿马州長，并受到分离主义运动的支持。另一名叫何塞·阿古斯丁·阿兰戈的巴拿马政客开始计划革命和獨立。由于哥伦比亚政府態度消極，分离主义者想直接与美国谈判建造巴拿马运河。
分离主义网络由阿蘭戈、曼努埃尔·阿马多尔·格雷罗博士、尼卡诺尔·德·奥瓦里奥（Nicanor de Obarrio）将军、里卡多·阿里亞斯、費德里科·博伊德、卡洛斯·康斯坦丁诺·阿罗塞梅纳（Carlos Constantino Arosemena）、托马斯·阿里亚斯、曼努埃爾·埃斯皮諾薩·巴蒂斯塔等人组成。阿马多尔·格雷罗负责去美国争取分裂计划的支持。他还获得了一些重要巴拿马自由主义领袖的支持，以及另一位军事指挥官埃斯特万·韦尔塔斯的支持。 
在强而有力的支持下，分裂运动将1903年11月定为起事时间。然而，谣言已經在哥伦比亚四处流传，不過由哥伦比亚政府管理的信息就認為尼加拉瓜正计划入侵巴拿马北部一个名为卡洛韋博拉的地區。政府从巴兰基亚的蒂拉多雷斯营（Tiradores Battalion）部署了部队，并指示指挥官頂替政府不信任的巴拿马州长何塞·多明戈·德·奥瓦尔迪亚和埃斯特万·韦尔塔斯将军。 
蒂拉多雷斯营由胡安·托瓦爾（Juan Tovar）将军和拉蒙·阿马亚（Ramón Amaya）将军率领，于1903年11月3日早晨抵达巴拿马城市科隆。部隊在前往巴拿馬城的途中出了麻煩，因為巴拿马铁路当局同情分离主义运动，而造成了延誤。抵达巴拿马城后，部队交由上校埃利塞奧·托雷斯（Eliseo Torres）指挥。巴拿马哥伦比亚营（Colombia Battalion）的指挥官韦尔塔斯将军下令逮捕托瓦爾和跟隨他的其他官员。 
11月3日晚，哥伦比亚波哥大号炮艇向巴拿马城開炮，造成人身伤害，并打死了原籍中国鶴山的華人黃光宇。
一个由指挥官约翰·哈伯德（John Hubbard）指挥的美國海軍巡邏艦納什維爾號（PG-7）也有帮忙推迟哥伦比亚部队登陸科隆，并坚稱要尊重铁路的“中立”，來達成干扰哥國部队的任务。 
随着哥伦比亚军队被镇压下來，革命军政府也宣布地峡省分离，并宣布巴拿马独立。在巴拿马港湾的一个海军中队被俘而没有抵抗。 
巴拿马市政委员会的主席德梅特里奥·H·布里德成为「事实上的」巴拿马总统，並於1903年11月4日任命一个临时军政府，执政全国，直到1904年2月制宪国民大会选举選出曼努埃尔·阿马多尔·格雷罗成为憲法上第一位总统。 由于海底電纜出问题，巴拿马脫離哥伦比亚的消息在1903年11月6日才傳達波哥大。

## 反应

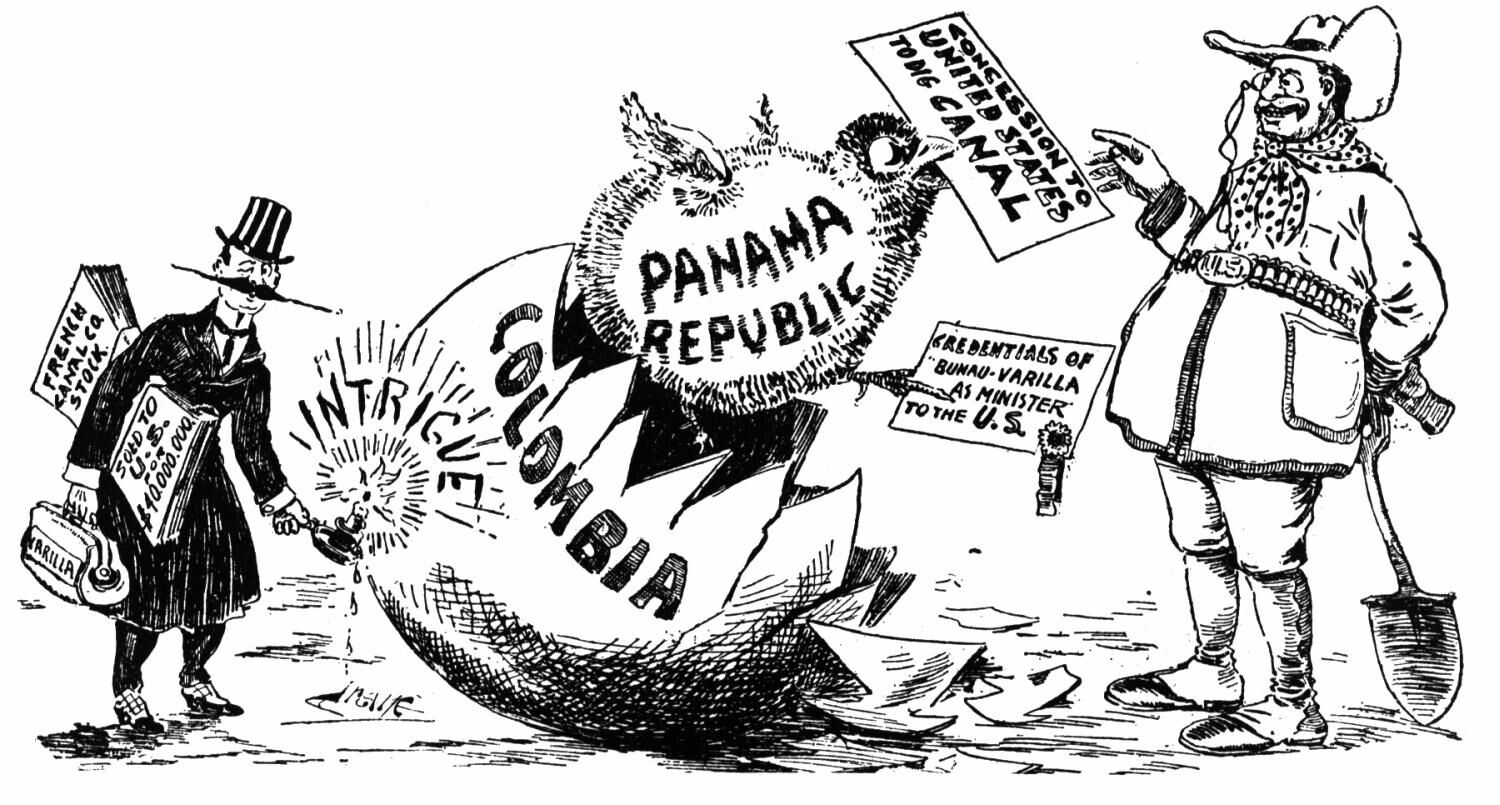
1903年政治漫画

1903年11月13日，美国正式承认巴拿马共和国（在11月6日和7日非正式承认巴拿马共和国之后）。1903年11月18日，美国国务卿海约翰与法国人菲利普·比诺-瓦里亚签署了《美巴条约》。沒有任何巴拿马人签署该条约，尽管比诺-瓦里亚是以巴拿马的外交代表身份出席（官職是他向叛军提供财政援助而购得的），即使他在独立前的十七年來並非在巴拿马生活，而之后也从未回到當地。该条约后来得到了巴拿马政府和美國参议院的批准。 
哥伦比亚驻厄瓜多尔大使埃米利亚诺·伊萨萨（Emiliano Isaza）獲告知巴拿马的局势，但為防波哥大起义而未有通知哥伦比亚政府。哥伦比亚政府随后派遣了一个外交使团前往巴拿马，嘗試讓他们重新考虑。他们建议讓哥伦比亚参议院批准工程，只要他们重新考虑《海-埃兰条约》而不是《美巴条约》，兼提议将巴拿马城定為哥伦比亚的首都。
使團在五月花號舰船上与康斯坦丁諾·阿羅斯梅納、托馬斯·阿里亞斯和尤塞比奥·莫拉莱斯（Eusebio A. Morales）组成的巴拿马代表团會面，代表团拒绝了所有提议。随后，哥伦比亚随后派出了由知名政客和政治人物组成的代表团；拉斐尔·雷耶斯將軍、佩德羅·內爾·奧斯皮納、豪尔赫·奥尔金和卢卡斯·卡瓦列罗（Lucas Caballero），与巴拿马相同的代表以及卡洛斯·安东尼奥·门多萨、尼卡诺尔·德·奥瓦里奥（Nicanor de Obarrio）和安东尼奥·苏维塔（Antonio Zubieta）會談，没有达成任何共识。
巴拿馬獨立引起了智利當局對美國影響力擴張的警覺。這使到智利極力反對美國購買加拉帕戈斯群島以及在當地建立類似關塔那摩灣的海軍基地。智利的做法得到英、德兩國支持。

### 承认
| 次序 | 國家                     | 承認日期       |
| ---- | ------------------------ | -------------- |
| 1    | 美国                     | 1903年11月6日  |
| 2    | 法國                     | 1903年11月14日 |
| 3    | 中國                     | 1903年11月26日 |
| 4    | 奥匈帝国                 | 1903年11月27日 |
| 5    | 德國                     | 1903年11月30日 |
| 6    | 丹麦                     | 1903年12月3日  |
| 7    | 俄羅斯                   | 1903年12月6日  |
| 8    | 挪威                     | 1903年12月7日  |
| 9    | 瑞典                     | 1903年12月7日  |
| 10   | 比利时                   | 1903年12月8日  |
| 11   | 尼加拉瓜                 | 1903年12月15日 |
| 12   | 秘魯                     | 1903年12月19日 |
| 13   | 古巴                     | 1903年12月23日 |
| 14   | 意大利                   | 1903年12月24日 |
| 16   | 大不列颠及爱尔兰联合王国 | 1903年12月26日 |
| 17   | 日本                     | 1903年12月28日 |
| 18   | 瑞士                     | 1903年12月28日 |
| 19   |                          | 1903年12月28日 |
| 20   |                          | 1904年1月15日  |
| 21   | 韓國                     | 1904年1月24日  |
| 22   | 荷蘭                     | 1904年2月6日   |
| 23   | 波斯                     | 1904年2月      |
| 24   | 委內瑞拉                 | 1904年2月3日   |
| 25   | 智利                     | 1904年3月1日   |
| 26   | 墨西哥                   | 1904年3月1日   |
| 27   | 巴西                     | 1904年3月2日   |
| 28   | 阿根廷                   | 1904年3月3日   |
| 29   | 暹羅                     | 1904年3月4日   |
| 30   |                          | 1904年3月      |
| 31   | 薩爾瓦多                 | 1904年3月      |
| 32   | 西班牙                   | 1904年5月10日  |
| 33   | 聖座                     | 1904年5月      |
| 34   | 葡萄牙                   | 1904年5月21日  |
| 35   | 塞爾維亞                 | 1904年6月      |
| 36   | 巴拉圭                   | 1904年7月      |
| 37   | 羅馬尼亞                 | 1904年7月      |
| 38   | 希臘                     | 1904年         |
| 39   | 乌拉圭                   | 1904年         |
| 40   |                          | 1904年9月21日  |
| 41   | 哥伦比亚                 | 1909年1月7日   |

## 延伸阅读
- Collin, Richard H. Theodore Roosevelt's Caribbean: The Panama Canal, the Monroe Doctrine & the Latin American Context (1990), 598pp.
- Graham, Terence. The Interests of Civilization: Reaction in the United States Against the Seizure of the Panama Canal Zone, 1903-1904 (Lund studies in international history, 1985).
- Mellander, Gustavo A.(1971) The United States in Panamanian Politics: The Intriguing Formative Years. Daville, Ill. Interstate Publishers. OCLC 138568.
- Nikol, John, and Francis X. Holbrook, "Naval Operations in the Panama Revolution, 1903," American Neptune, 37 (1977), 253–261.
- Lafeber, Walter. The Panama Canal: The Crisis in Historical Perspective (3rd ed. 1990).
- Turk, Richard . "The United States Navy and the 'Taking of Panama, 1901-1903, Military Affairs 38 (1974), 92-96.